# Свиня (річка)
Свиня́ — річка в Україні, у Львівському і (частково) Шептицькому районах Львівської області. Права притока Рати (басейн Вісли).

## Опис
Довжина Свині — 45 км, площа басейну 512 км². Похил річки — 1,5 м/км. Заплава подекуди заболочена, заросла чагарником. Річище помірно звивисте. Ширина річки 2—6 м (найбільша — 18 м); глибина до 2—2,5 м.

## Розташування
Витоки розташовані на схилах Розточчя, нижче тече Надбужанською котловиною. Свиня бере початок на околиці села Нова Скварява. Спочатку тече на схід, згодом повертає на північ і на північний захід — у напрямку міста Жовкви. Після Жовкви річка повертає на північний схід і пливе в цьому напрямку аж до свого гирла. Впадає в Рату на південний захід від міста Великі Мости.
Основні притоки: 
- ліві — Скварява, Млинівка, Деревнянка (Кривуля);
- праві — Мурований, Туринка.

У межах міста Жовкви річка дуже забруднена, дно та береги засмічені.

## Цікаві факти

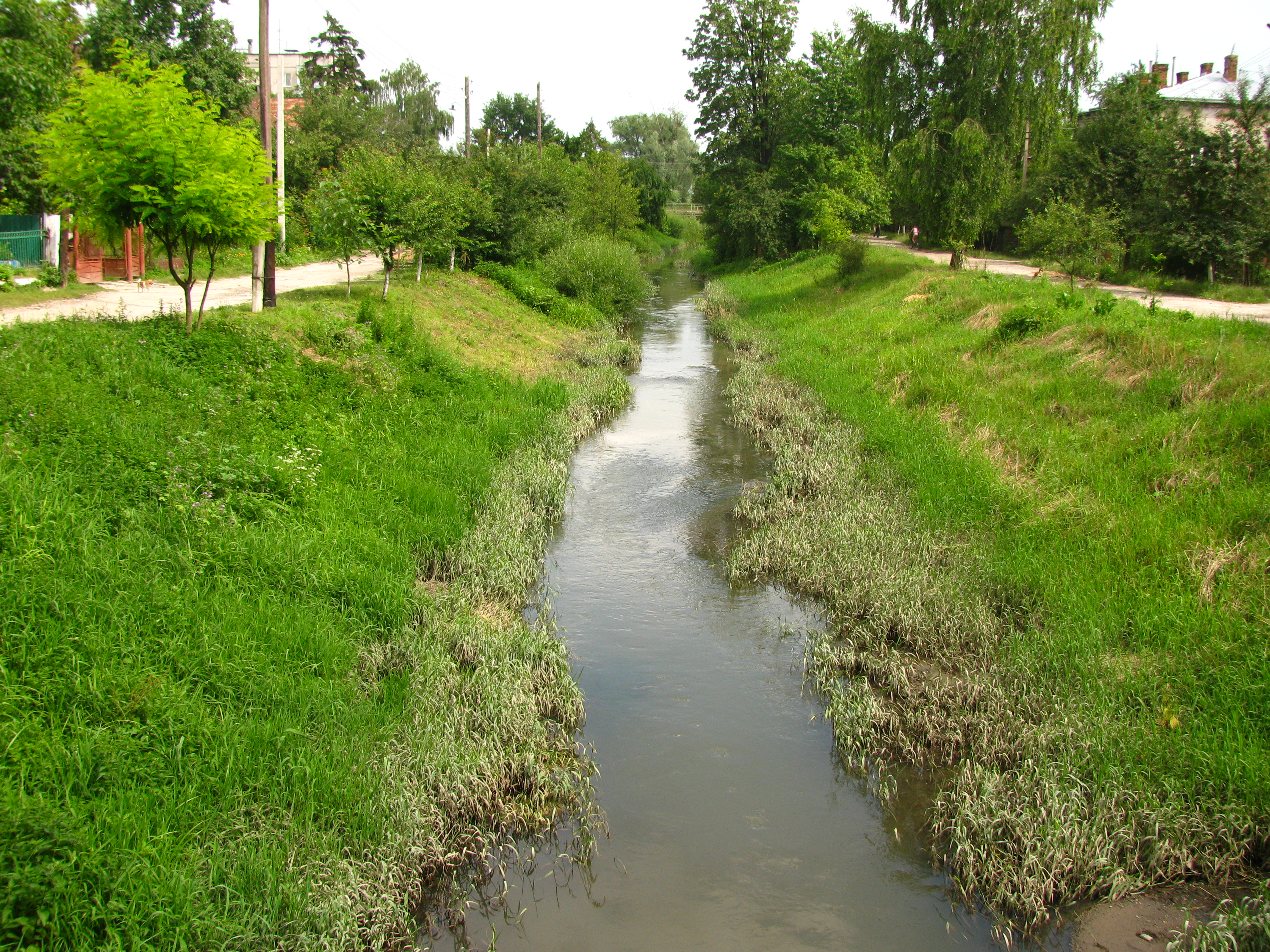
Річка Свиня в межах Жовкви

- Неподалік Жовкви на річці в давнину існували великі стави — Сопошинський, Середній та Зволинський, які були осушені протягом XIX століття.